# Марлов (Німеччина)
Марлов (нім. Marlow) — місто в Німеччині, розташоване в землі Мекленбург-Передня Померанія. Входить до складу району Передня Померанія-Рюген.
Площа — 139,81 км2. Населення становить 4616 ос. (станом на 31 грудня 2020).